# Anita Gradin
Anita Gradin   (12 d'agost de 1933 - Sant Jordi d'Estocolm, 23 de maig de 2022) va ser una política sueca que fou ministra al seu país i membre de la Comissió Europea entre 1995 i 1999.

## Biografia
Va néixer el 18 de desembre de 1933 a la població de Hörnefors, situada al comtat de Västerbotten. Va estudiar relacions públiques, treballant posteriorment com a periodista.
Membre del Partit Socialdemòcrata suec (SDWP), l'any 1982 fou nomenada Ministra d'Immigració i Igualtat d'Oportunitats en el govern del primer ministre Olof Palme, càrrec que ocupà fins al 1986. Aquell any fou nomenada per Ingvar Carlsson Ministra d'Afers Exteriors, càrrec que ocupà fins al 1991 i en el qual jugà un gran paper per la integració del seu país a la Unió Europea (UE).
Entre 1992 i 1994 fou ambaixadora a Àustria i Eslovènia. Amb l'entrada del seu país a la UE fou nomenada membre de la Comissió Santer el 1995, esdevenint Comissària Europea d'Immigració, Justícia i Seguretat, càrrec que ocupà de forma interina en la Comissió Marín.

## Referéncies
1. ↑  «Archives - Profile of Anita Gradin». Arxivat de l'original el 4 maig 2021. [Consulta: 26 maig 2022].
2. ↑  Redacción «Sveriges första EU-kommissionär har dött» (en suec). , 23-05-2022 [Consulta: 23 maig 2022].
3. ↑  «Anita Gradin».   New Commission. [Consulta: 31 desembre 2022].
4. ↑  «Gradin, Anita» (en anglès). [Consulta: 31 desembre 2022].